# Stanisław Czerski
Stanisław Czerski (ur. 10 października 1777 w Inflantach Polskich, zm. 30 kwietnia 1833 w Worniach lub, według innych źródeł, 1840) – polski jezuita, filolog.

## Życiorys
Skończył kolegium jezuitów w Połocku. Był nauczycielem języka niemieckiego w szkołach jezuickich w Witebsku, Orszy (1806-1807), Mohylowie, Mścisławiu (1801-1802), Połocku (Akademia Połocka), jak również w Wilnie. Od 1794 r. był jezuitą – od 1807 r. kapłanem. Nauczyciel literatury starożytnej w gimnazjum wileńskim. W latach 1819–1821 odbył podróże naukowe, służące zebraniu materiału do słownika łacińsko-polskiego dla Uniwersytetu Wileńskiego. Odwiedził 21 miast i przestudiował kolekcje 15 bibliotek (Królewska Biblioteka w Berlinie, Paryżu, Dreźnie, Biblioteka Laurenziana we Florencji, Biblioteka Ambrozjańska w Mediolanie, Biblioteka Św. Marka w Wenecji, biblioteki uniwersytetu w Królewcu, British Museum i inne). Zbierał materiały w 6 archiwach, m.in. w Królewcu, Miejskim Archiwum w Neapolu, Archiwum Kościelnym we Fromborku i innych. Korespondował (listy przechowywane są w Bibliotece Czartoryskich w Krakowie) z ks. Adamem Jerzym Czartoryskim, dla którego kopiował lub kupował rzadkie manuskrypty dotyczące historii państwa polsko-litewskiego. Historyczne dokumenty wzbogaciły Bibliotekę Czartoryskich w Puławach. Uczestniczył w powstaniu listopadowym 1831 r. – był aresztowany. Pisał po polsku i po łacinie.

## Publikacje
- Słownik łacińsko-polski 1822
- Widok dawnego Wilna 1822
- Opis żmudzkiej diecezji Wilno 1830,
- Wilno od początków jego do 1750 r. 4 tomy ; Wilno 1838-42